# Gedenkstätte für dänische Flieger

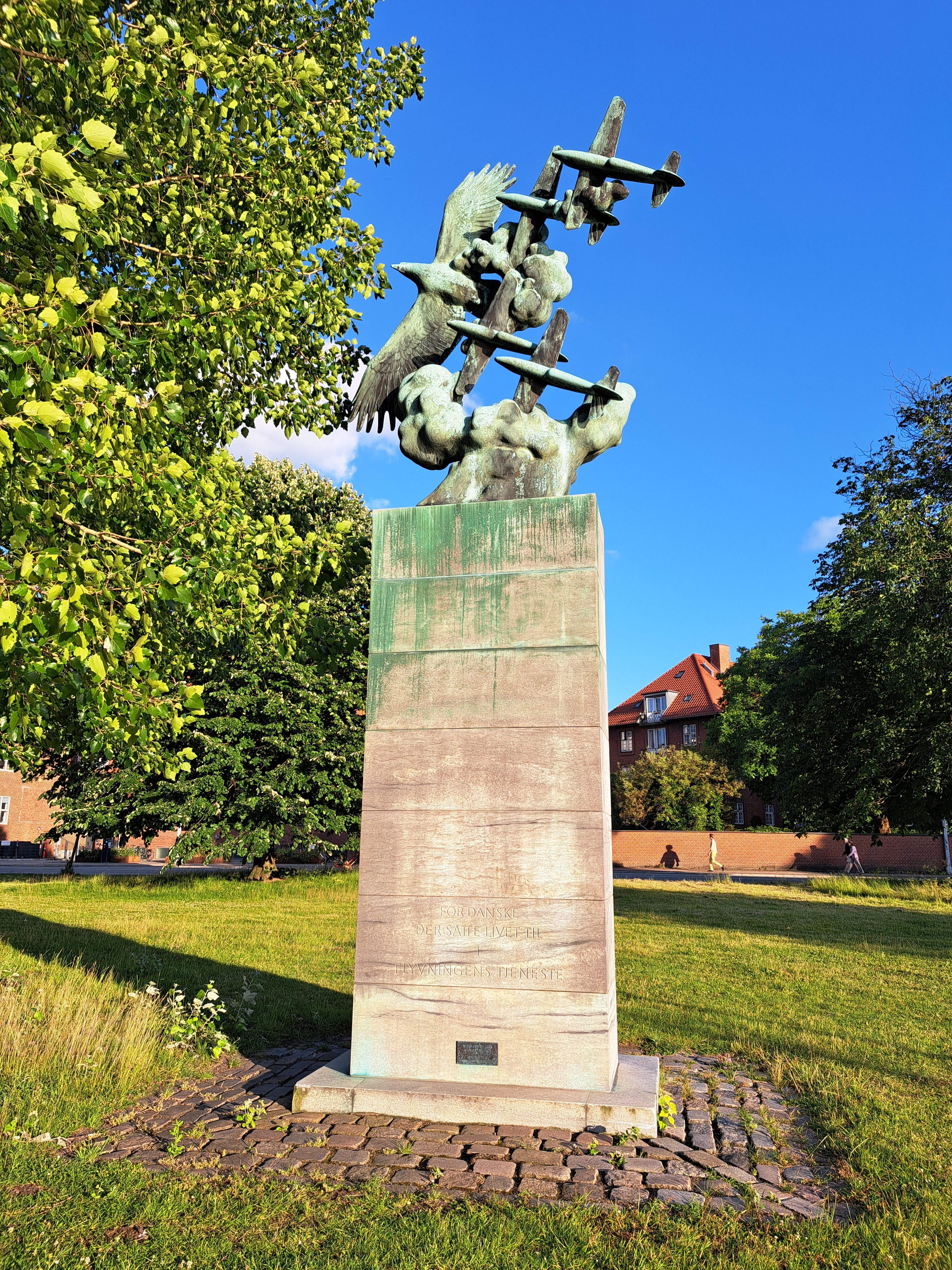
Denkmal Danske flyveres minde im Enveloppeparken

Die Gedenkstätte für dänische Flieger (dänisch: Danske Flyveres minde) ist ein Denkmal für die umgekommenen dänischen Militär- und Zivilflieger.

## Geschichte
1938 übernahm der dänische Fliegerverband die Kosten für den Entwurf dieses Denkmals zum Gedenken an die in der Luft umgekommenen dänischen Flieger. Das Denkmal wurde von dem Bildhauer Professor Einar Utzon-Frank geschaffen. Das Denkmal wurde am 18. August 1938 an der Wallanlage von Christianshavn, damit es in der Nähe von Dänemarks erstem Flugplatz auf Kløvermarken stehen konnte, enthüllt.

## Beschreibung

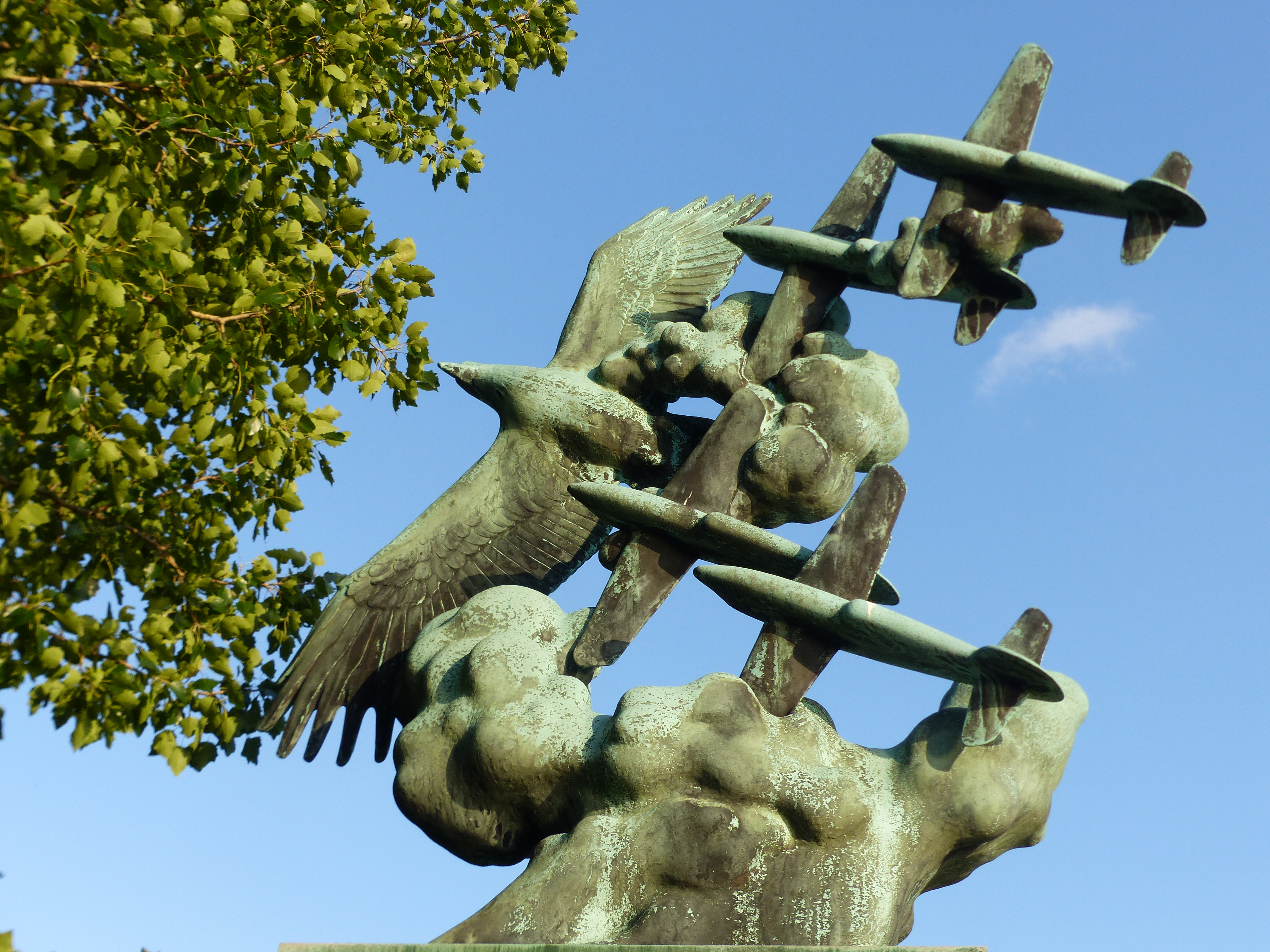
Skulptur: Ein Adler trifft über einer Wolke auf vier Flugzeuge

Das 6,5 m hohe Denkmal besteht aus einem hohen Sockel aus grönländischem Marmor, darauf ragt eine Bronzegruppe in den Himmel. Sie stellt eine Gruppe von vier Flugzeugen dar, die in den Wolken auf den König der Vögel, den Riesenadler, treffen.
Inschrift auf der Vorderseite des Sockels: 
FOR DANSKE DER SATTE LIVET TIL I FLYVNINGENS TJENESTE.
Auf der Rückseite ist das Emblem des Vereins und die Inschrift: 
Rejst af Foreningen Danske Flyvere 1938